# Роман в стихах
Роман в стихах — литературный жанр, сочетающий присущие роману свойства композиции, хронотопа и системы персонажей со стихотворной формой. Хотя возможны определённые аналогии между романом в стихах и стихотворным эпосом, особенно в его поздних авторских разновидностях, становление романа в стихах как жанра происходило на фоне уже развитого романного жанра в прозе — при этом в жанровой системе поэзии новейшего времени роман в стихах соотносился со сформировавшимся ранее жанром поэмы так, как в жанровой системе художественной прозы роман — с повестью; в обоих случаях границы между жанрами зыбки и условны.
По мнению Вячеслава Иванова, переход от романтической поэмы к роману в стихах связан с романом А. С. Пушкина «Евгений Онегин» (1831), наследовавшим знаменитой поэме Джорджа Гордона Байрона «Дон Жуан» (1824), но изменившим ряд важных аспектов жанровой характеристики: Иванов указывает, что пушкинскому тексту присущи «объективная и аналитическая установка» и «постепенное развитие характеров», отсутствующие у Байрона.

## История жанра
После пушкинского «Евгения Онегина» и появившегося вслед за ним романа в стихах Адама Мицкевича «Пан Тадеуш» (1834) роман в стихах на протяжении долгого времени не дал, как считается, значительных образцов в основных национальных литературах, хотя в обоих случаях влияние данных стихотворных текстов на последующее развитие национального романа в прозе было значительно. Тем не менее, из русских авторов к жанру романа в стихах обращался в XIX веке Яков Полонский («Свежее преданье», 1862), в начале XX века — Илья Эренбург («В звёздах», 1919) и Игорь Северянин («Падучая стремнина», 1922). Новый импульс развитию русского романа в стихах дал возникший в советской литературе на рубеже 1920-30-х гг. запрос на возвращение в поэзию эпического начала с опорой на реалии новейшего времени — откликом на этот запрос стали, в частности, романы в стихах «Пушторг» Ильи Сельвинского (1928) и «Спекторский» Бориса Пастернака (1931). В послевоенный период определённый резонанс в советской прессе вызвали романы в стихах Василия Казанского «Сквозь грозы» (1957) и Евгения Долматовского «Добровольцы» (1969), на рубеже XX—XXI веков специалисты проявили некоторый интерес к роману Александра Дольского «Анна» (2005) и серии романов в стихах Алексея Бердникова. Много откликов вызвал роман в стихах Марии Рыбаковой «Гнедич» (2011), включённый в короткие списки Премии Андрея Белого и премии «Нос» в прозаической номинации. В то же время есть мнение, что потенциал этого жанра невелик: так, поэт Максим Амелин полагает, что «„роману в стихах“ у нас повезло один-единственный раз. Остальные попытки — а их было немало — были неудачными, включая „Спекторского“ Пастернака».
В англоязычном пространстве жанр романа в стихах пережил возрождение, напротив, во второй половине XX века и особенно ближе к его концу — особенно в творчестве авторов, принадлежавших к окраинным национальным литературам: так, успехом пользовался роман индийского автора Викрама Сета «Золотые ворота» (англ. The Golden Gate; 1986), написанный по-английски онегинской строфой. С романом в стихах сближается и распространённый в англоязычной литературе жанр стихотворной автобиографии (примеры у Джона Бетчемана, Дерека Уолкота и др.).